# Crnče, Bela Palanka
Crnče (izvirno srbsko Црнче) je naselje v Srbiji, ki upravno spada pod Občino Bela Palanka; slednja pa je del Pirotskega upravnega okraja.

## Demografija
V naselju živi 64 polnoletnih prebivalcev, pri čemer je njihova povprečna starost 65,5 let (62,1 pri moških in 68,2 pri ženskah). Naselje ima 38 gospodinjstev, pri čemer je povprečno število članov na gospodinjstvo 1,68.
To naselje je, glede na rezultate popisa iz leta 2002, večinoma srbsko.
|  |

| Demografija | Demografija     | Demografija     |
| Leto        | Št. prebivalcev | Št. prebivalcev |
| ----------- | --------------- | --------------- |
|             |                 |                 |
|             |                 |                 |
|             |                 |                 |
|             |                 |                 |
| 1948        | 489             |                 |
| 1953        | 467             |                 |
| 1961        | 432             |                 |
| 1971        | 351             |                 |
| 1981        | 223             |                 |
| 1991        | 114             | 114             |
| 2002        | 64              | 64              |
|             |                 |                 |

| Etnična sestava po popisu iz leta 2002 | Etnična sestava po popisu iz leta 2002 | Etnična sestava po popisu iz leta 2002 | Etnična sestava po popisu iz leta 2002 | Etnična sestava po popisu iz leta 2002 |
| -------------------------------------- | -------------------------------------- | -------------------------------------- | -------------------------------------- | -------------------------------------- |
| Srbi                                   | Srbi                                   |                                        | 63                                     | 98,43%                                 |
| Neznano                                | Neznano                                |                                        | 0                                      | 0,0%                                   |